# Avanç temporal
L'Avanç temporal (o Timing advance) és un sistema de sincronització entre l'estació base (BS) i l'estació mòbil (MS) necessari a les xarxes cel·lulars que utilitzen TDMA com a mètode d'accés al medi i tenen una gran cobertura.

## Introducció
En les xarxes en què s'utilitza el TDMA com a mètode d'accés al medi, cada usuari ha de transmetre periòdicament durant un interval de temps (time slot) que li ha assignat prèviament la BS. A causa d'aquesta multiplexació en temps, la BS rep senyals molt propers temporalment entre si de diferents terminals, per la qual cosa cal una sincronització precisa.
La comunicació entre MS i BS es realitza mitjançant la transmissió de ràfegues d'informació:

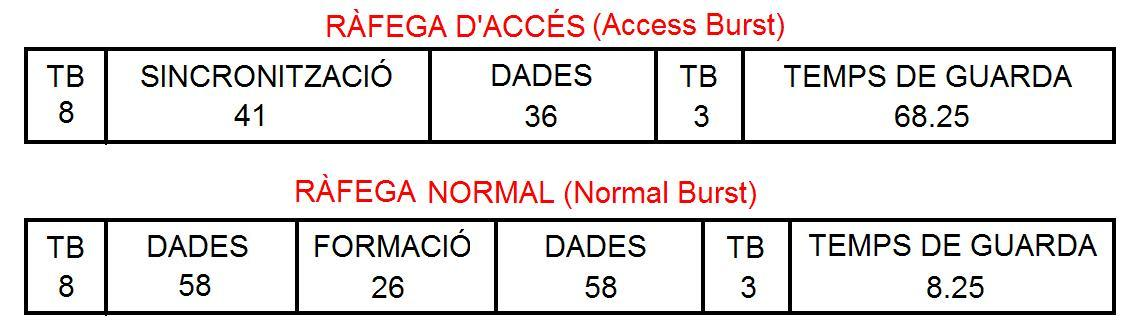
Figura 1. Estructura de dos dels tipus de ràfegues de transmissió.

És essencial que la part de la ràfega que conté les dades (informació útil) no sobrepassi el time slot, ja que en aquest cas es produiria col·lisió entre dades de diferents terminals i es perdrien ambdós paquets.
Per tal de cobrir petits retards, s'introdueix al final de cada paquet un període sense informació, anomenat interval de guarda, que sí que pot arribar fora dels límits de l'slot corresponent.
No obstant això, de vegades aquest marge no és suficient, ja que el temps de propagació del senyal varia en funció de la distància entre el terminal i la BS provocant un retard major o menor.
La següent il·lustració mostra les tres possibles situacions que es poden produir: recepció perfecta, recepció amb un retard tolerable i recepció errònia a causa del retard.

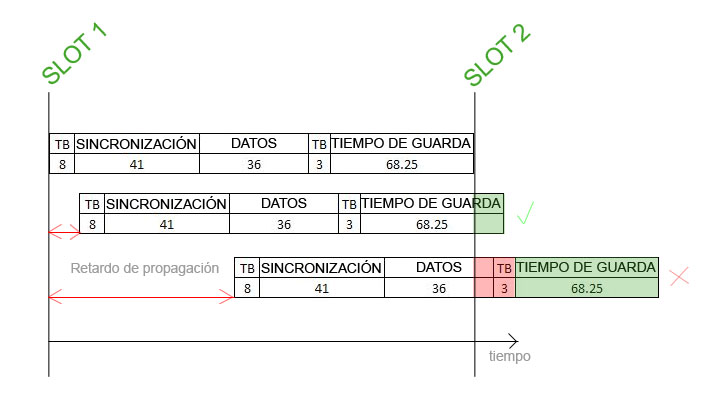
Figura 2. Exemple temporal de l'arribada de diverses ràfegues.

Es podria definir un temps de guarda prou gran com perquè la tercera situació no succeís mai, però això suposaria un gran desaprofitament de l'espectre, ja que el temps útil, utilitzat per transmetre dades, seria molt petit.
Per tal de resoldre el problema del retard de propagació i obtenir un bon aprofitament de l'espectre, és necessari un mecanisme de compensació en el terminal. Aquest ha de ser capaç d'avançar el seu temps de transmissió mitjançant un temps conegut com a time advance.

## Determinació de l'Avanç Temporal
El procés a seguir per determinar el temps de propagació inicial degut a la distància entre el terminal i la BS és el següent: 
1. El terminal envia una ràfega d'accés (acces burst) a l'estació base (BS).
2. L'estació reconeix el terminal i li assigna un time slot disponible perquè pugui retransmetre.
3. El terminal se sincronitza amb la BS i envia una altra access burst de confirmació durant el time slot assignat per la BS.
4. La BS calcula el temps de propagació a partir de la diferència temporal que existeix entre l'instant en què hauria de rebre la ràfega i l'instant en què realment la rep.
La BS envia a cada terminal un paràmetre TA (time advance) d'acord amb el temps calculat. Cada MS avança el seu temps de transmissió perquè el seu senyal arribi a la BS totalment sincronitzat, compensant d'aquesta manera el retard de propagació.
Una vegada ja establerta la connexió, com que la posició del terminal pot variar, la BS mesura contínuament el temps de retard i el terminal actualitza el paràmetre TA amb el valor adequat en cada moment.

## Especificacions
En GSM, sistema estàndard actual, la taxa de transmissió de dades és de 270.833 kbps, per tant, la durada d'un bit correspon a 3.69 µs.
El camp TA és de 6 bits, motiu pel qual pot prendre valors de 0 a 63.
Per cada 3.69 µs de retard, TA s'incrementa en 1 i el terminal comença la seva transmissió TA•3.69 µs abans del que li pertocaria.
També podem relacionar TA amb la distància a la qual es troba el terminal respecte l'estació base. Tan sols hem de considerar la velocitat de transmissió (velocitat de la llum: 3•108 m/s) i que el retard calculat és d'anada i tornada.

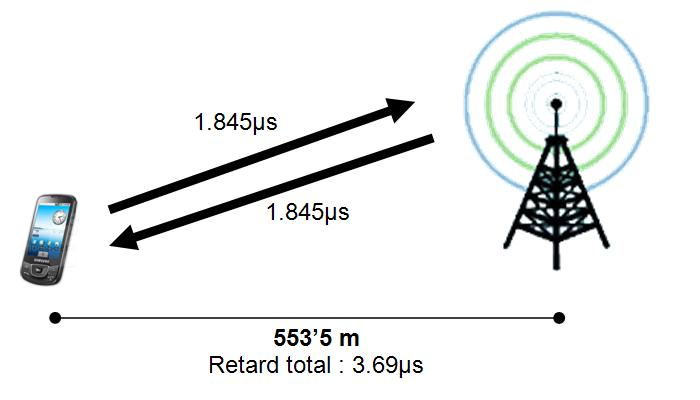
Figura 3. Imatge de la relació entre la distància i un bit de retard.

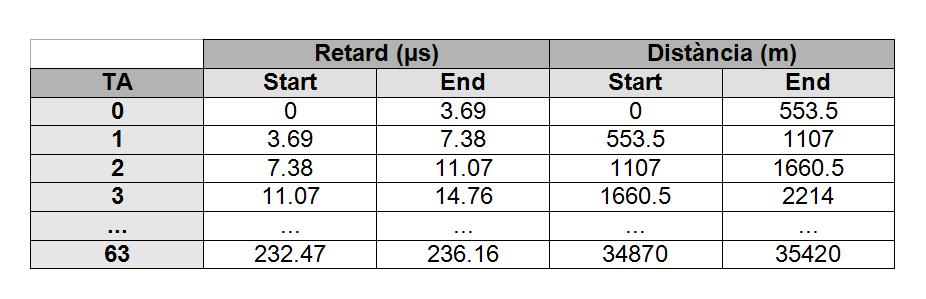
Figura 4. Valor de TA en funció del retard o de la distància.

Segons els paràmetres definits el radi màxim que és capaç de cobrir una mateixa estació base amb seguretat de bona sincronització és de 35 km, distància màxima de la cel·la estandarditzada en GSM.
Aquesta estandardització també permet que les ràfegues d'accés inicial es puguin rebre correctament i puguin establir la connexió des de qualsevol punt de la cel·la, ja que el seu temps de guarda és de 68.25 bits.

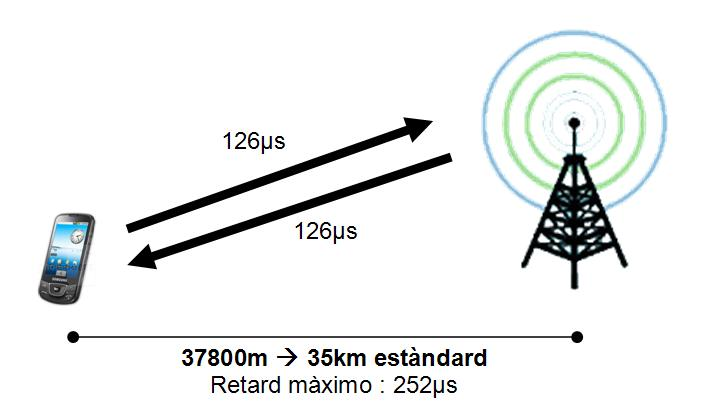
Figura 5. Imatge de la relació entre la distància màxima de cel·la i el seu retard corresponent.

A més, l'ús del time advance permet reduir el temps de guarda de les ràfegues normals de dades a 8.25 bits, aconseguint així un millor aprofitament de l'espectre i, alhora, una comunicació a una distància major de la que ens permetria el temps de guarda per si sol (35 km enfront de 4.57 km).

## Aplicacions derivades
El sistema de Time advance, a més d'assegurar una bona sincronització i una correcta transmissió d'informació, proporciona informació sobre la posició del terminal que pot aprofitar-se pel procés de handover i algunes tècniques de localització GSM.